# Sclerolobium glaziovii
Sclerolobium glaziovii är en ärtväxtart som beskrevs av Paul Hermann Wilhelm Taubert. Sclerolobium glaziovii ingår i släktet Sclerolobium och familjen ärtväxter. Inga underarter finns listade i Catalogue of Life.